# 요반 블라디미르
요반 블라디미르(세르비아어 키릴 문자: Јован Владимир; 990년경 – 1016년 5월 22일)는 1000년경부터 1016년까지 당시 세르브인의 가장 강력한 공국인 두클랴의 통치자였다. 그는 동로마 제국과 불가리아 제국 사이의 오랜 전쟁 동안에 통치했다. 블라디미르는 경건하고 공정하고 평화로운 통치자로 인정받았다. 그는 순교자이자 성인으로 인정받고 있으며, 축일은 5월 22일이다.
요반 블라디미르는 동로마 제국과 밀접한 관계를 맺고 있었지만, 이는 1010년경에 공국을 정복하고 블라디미르를 포로로 잡은 불가리아의 팽창주의자 차르 사무일로부터 두클랴를 구해내지 못했다. 중세 연대기는 사무일의 딸 테오도라 코사라가 블라디미르와 사랑에 빠져 아버지에게 그와의 구혼을 간청했다고 주장한다. 차르는 결혼을 허락하고 두클랴를 자신의 봉신으로 통치하는 블라디미르에게 돌려주었다. 블라디미르는 장인의 전쟁 활동에 참여하지 않았다. 이 전쟁은 1014년 차르 사무일이 동로마 제국에 패배하고 얼마 지나지 않아 사망하면서 절정에 달했다. 1016년에 블라디미르는 불가리아 제1제국의 마지막 통치자 이반 블라디슬라프의 음모에 희생되었다. 그는 불가리아 제국의 수도인 프레스파의 한 교회 앞에서 참수당했고 그곳에 묻혔다. 그는 곧 순교자이자 성인으로 인정받았다. 그의 미망인 코사라는 그를 남동쪽 두클랴에 있는 그의 궁정 근처의 프레치스타 크라인스카 교회에 다시 묻었다. 1381년에 그의 유해는 엘바산 근처의 성 요반 블라디미르 교회에 보관되었고, 1995년부터 알바니아 티라나 정교회 대성당에 보관되고 있다. 성자의 유해는 기독교 성유물로 여겨지며, 특히 그의 축일에, 그 성유물들이 기념을 위해 엘바산 근처의 교회로 옮겨질 때 많은 신자들을 끌어들인다.
블라디미르가 참수되었을 때 들고 있던 십자가도 성유물로 간주된다. 전통적으로 몬테네그로 남동부 벨지 미쿨리치 마을의 안드로비치 가문의 보살핌을 받는 십자가는 루미자산 정상까지 행렬을 지어 운반되는 오순절에만 신자들에게 보여진다. 요반 블라디미르는 최초의 세르비아인 성인이자 몬테네그로의 바르 마을의 수호성인으로 여겨진다. 잃어버린 가장 이른 시기의 성인전은 아마도 1075년에서 1089년 사이에 쓰여진 것으로 추정되며, 라틴어로 쓰여진 짧은 판은 두클랴 사제 연대기에 보존되어 있다. 그리스어와 교회 슬라브어로 된 성인전은 각각 1690년과 1802년에 처음 출판되었다. 성인은 고전적으로 왕관을 쓰고 왕복을 입고 오른손에는 십자가를 들고 왼손에는 자신의 머리를 들고 있는 군주로의 이콘으로 묘사된다. 그는 그의 잘린 머리를 자신의 매장지로 날랐다는 전설이 있다.

## 내용주
보충설명
1. ↑  그리스식 이름: Ἰωάννης ὁ Βλαδίμηρος (Iōannīs o Vladimīros); 불가리아식: Йоан Владимир (Yoan Vladimir) 또는 Иван Владимир (Ivan Vladimir); 알바니아식: Gjon Vladimiri 또는 Joan Vladimiri.

인용
1. ↑  Fine 1991.

## 참고문헌
출판된 출처
- Cosmas (1858) [1690].  Elbasan, present-day Albania에서 작성. Ακολουθια του αγιου ενδοξου βασιλεως, και μεγαλομαρτυρος Ιωαννου του Βλαδιμηρου και θαυματουργου (그리스어). Venice: Saint George Greek Press.
- Drakopoulou, Eugenia (2006).  Tourta, Anastasia, 편집. 《Icons from the Orthodox Communities of Albania: Collection of the National Museum of Medieval Art, Korcë》. Thessaloniki: European Centre for Byzantine and Post-Byzantine Monuments. ISBN 960-89061-1-3.
- Elsie, Robert (1995). “The Elbasan Gospel Manuscript ("Anonimi i Elbasanit"), 1761, and the Struggle for an Original Albanian Alphabet” (PDF). 《Südost-Forschungen》 (Regensburg, Germany: Südost-Institut) 54. ISSN 0081-9077.
- Farlati, Daniele (1817). 《Illyricum Sacrum》 (라틴어) 7. Venice: Apud Sebastianum Coleti.
- Fine, John Van Antwerp (1991). 《The Early Medieval Balkans: A Critical Survey from the Sixth to the Late Twelfth Century》. Ann Arbor, Michigan: The University of Michigan Press. ISBN 0-472-08149-7.
- Fine, John Van Antwerp (1994). 《The Late Medieval Balkans: A Critical Survey from the Late Twelfth Century to the Ottoman Conquest》. Ann Arbor, Michigan: The University of Michigan Press. ISBN 0-472-08260-4.
- Jireček, Konstantin Josef (1911). 《Geschichte der Serben》 (독일어) 1. Gotha, Germany: Friedriech Andreas Perthes A.-G.
- Jovićević, Andrija (1922).  Црногорско Приморје и Крајина. 《Српски етнографски зборник》 (세르비아어) (Belgrade: Serbian Royal Academy) 23.
- Kačić Miošić, Andrija (1839) [1756]. 《Razgovor ugodni naroda slovinskoga》 (크로아티아어). Dubrovnik: Petar Fran Martecchini.
- Milović, Željko; Mustafić, Suljo (2001). 《Knjiga o Baru》 (세르비아어). Bar, Montenegro: Informativni centar Bar.
- Mirković, Lazar; Zdravković, Ivan (1952).  Манастир Бођани (세르비아어). Belgrade: Naučna knjiga.
- Nicodemus the Hagiorite (1868) [1819].  Mount Athos에서 작성. Συναξαριστης των δωδεκα μηνων του ενιαυτου (그리스어) 2. Athens: The Press of Philadelpheus Nikolaides.
- Novaković, Stojan (1893).  Први основи словенске књижевности међу балканским Словенима: Легенда о Владимиру и Косари (세르비아어). Belgrade: Serbian Royal Academy.
- Ostrogorsky, George (1956). 《History of the Byzantine State》. Oxford: Basil Blackwell. ISBN 0-8135-0599-2.
- Ostrogorsky, George (1998).  Историја Византије (세르비아어). Belgrade: Narodna knjiga.
- Stojčević, 편집. (1986). 《Србљак》 (교회 슬라브어). Belgrade: The Holy Synod of Bishops of the Serbian Orthodox Church.
- Popruzhenko, Mikhail Georgievich, 편집. (1928) [1211]. 《Синодикъ царя Борила》 (교회 슬라브어, 러시아어). Sofia: Bulgarian Academy of Sciences.
- Rousseva, Ralitsa (2005–2006). “Iconographic Characteristics of the Churches in Moschopolis and Vithkuqi (Albania)” (PDF). 《Makedonika》 (Thessaloniki: Society for Macedonian Studies) 35. ISSN 0076-289X.
- Rovinsky, Pavel Apollonovich (1888). Черногорія въ ея прошломъ и настоящемъ (러시아어) 1. Saint Petersburg: The Press of the Imperial Academy of Sciences.
- Skylitzes, John; Cedrenus, George (1839) [11th century].  Bekker, Imannuel, 편집. 《Georgius Cedrenus Ioannis Scylitze Ope》 (그리스어, 라틴어) 2. Bonn, Germany: Impensis ed. Weberi.
- Stephenson, Paul (2005) [2000]. 《Byzantium's Balkan Frontier: A Political Study of the Northern Balkans, 900–1204》. Cambridge, England: Cambridge University Press. ISBN 978-0-511-03402-2.
- Yanich, Voyeslav; Hankey, Cyril Patrick, 편집. (1921). 《Lives of the Serbian Saints》. Translations of Christian Literature, Series VII. London: The Society for Promoting Christian Knowledge; New York: The Macmillan Company.
- Yastrebov, Ivan Stepanovich (1879).  Податци за историју Српске цркве: из путничког записника (세르비아어). Belgrade: The State Press.
- Živković, Tibor (2002).  Поход бугарског цара Самуила на Далмацију. 《Istorijski časopis》 (세르비아어) (Belgrade: The Institute of History of the Serbian Academy of Sciences and Arts) 49. ISSN 0350-0802.
- Živković, Tibor (2006). 《Портрети српских владара (IX-XII век)》 (세르비아어). Belgrade: Zavod za udžbenike. ISBN 86-17-13754-1.
- Živković, Tibor (2008). 《Forging unity: The South Slavs between East and West 550-1150》. Belgrade: The Institute of History, Čigoja štampa. ISBN 9788675585732.
- Кунчер, Драгана (2009). 《Gesta Regum Sclavorum》 1. Београд-Никшић: Историјски институт, Манастир Острог.
- Живковић, Тибор (2009). 《Gesta Regum Sclavorum》 2. Београд-Никшић: Историјски институт, Манастир Острог.

온라인 출처
- Averky (2000) [1951].  Laurus, 편집. 《Liturgics》. Jordanville, New York: Holy Trinity Orthodox School. 2011년 7월 26일에 원본 문서에서 보존된 문서.
- Dukić, Davor (2005). “Kačić Miošić, Andrija”. 《Hrvatski biografski leksikon》 (크로아티아어) (The Miroslav Krleža Institute of Lexicography). 2011년 11월 29일에 원본 문서에서 보존된 문서.
- Filipović, Stefan Trajković, “"Oh, Vladimir, King of Dioclea, Hard Headed, Heart Full of Pride!" Isaiah Berlin and Nineteenth Century Interpretations of the Live of Saint Vladimir of Dioclea”, 《Issues in Ethnology and Anthropology》 (Filozofski fakultet) 9 (3), 2019년 7월 18일에 원본 문서에서 보존된 문서, 2016년 7월 2일에 확인함
- Kitevski, Marko (2011). “Свети великомаченик кнез Јован Владимир”. 《Култура и туризам》 (마케도니아어) (mn.mk). 2015년 2월 24일에 원본 문서에서 보존된 문서.
- Koti, Isidor (2006). 《Celebration of Saint John Vladimir in Elbasan》. Orthodox Autocephalous Church of Albania. 2011년 7월 16일에 원본 문서에서 보존된 문서.
- Maksimov, Yuri (2009). Монастыри Албанской Православной Церкви. 《Поместные Церкви》 (러시아어) (Pravoslavie.Ru). 2011년 11월 29일에 원본 문서에서 보존된 문서.
- Milosavljević, Čedomir (2009). Св. Јован Владимир (세르비아어). Pravoslavna Crkvena Opština Barska. 2011년 11월 29일에 원본 문서에서 보존된 문서.
- Milović, Željko (2001). 《Skulptura, bliska svima》 (세르비아어). BARinfo. 2011년 7월 22일에 원본 문서에서 보존된 문서.
- Mustafić, Suljo (2001). 《Krst se čuva u Mikuliće, niđe drugo》 (세르비아어). BARinfo. 2010년 5월 24일에 원본 문서에서 보존된 문서.
- Paisius (1914) [1762],  Yordan Ivanov, 편집., 《Istoriya Slavyanobolgarskaya》 (PDF) (불가리아어)
- Rudger (2010) [ca. 1300].  Stephenson, Paul, 편집. “Chronicle of the Priest of Duklja (Ljetopis Popa Dukljanina), Chapter 36”. 《Translated Excerpts from Byzantine Sources》 (Paul Stephenson). 2011년 5월 14일에 원본 문서에서 보존된 문서.
- Velimirović, Bishop Nikolaj; Stefanović, Zoran, 편집. (2000) [1925]. Читанка о Светоме краљу Јовану Владимиру (세르비아어). Project Rastko. 2011년 8월 10일에 원본 문서에서 보존된 문서.